# Cactus Springs (condado de Nye)
Cactus Springs es un área no incorporada ubicada en el condado de Nye en el estado estadounidense de Nevada.

## Geografía
Cactus Springs se encuentra ubicado en las coordenadas 37°32′9″N 116°52′58″O / 37.53583, -116.88278.